# Parafia Ewangelicko-Augsburska Świętej Trójcy w Lublinie
Parafia Ewangelicko-Augsburska św. Trójcy w Lublinie – czwarta co do wielkości parafia luterańska w diecezji warszawskiej Kościoła Ewangelicko-Augsburskiego w RP. W 2021 liczyła 230 wiernych.
Proboszczem zboru jest ks. Grzegorz Brudny.

## Historia
W 1650 lubelscy luteranie byli zmuszeni do przeniesienia zboru do Piask Wielkich (zwanych Luterskimi). Oficjalnie parafia lubelska św. Trójcy została założona w 1784 dzięki zgodzie króla Stanisława Augusta Poniatowskiego. W latach 1888–1939 jej proboszczem był ks. dr Aleksander Schoeneich. Od 1937 należała do diecezji lubelskiej, na której czele stanął dr Schoeneich.

## Działalność
Nabożeństwa zboru odbywają się w zabytkowym, luterańskim kościele Św. Trójcy każdej niedzieli o godz. 10.00. W pierwszą niedzielę miesiąca nabożeństwo połączone jest ze spowiedzią powszechną oraz Sakramentem Ołtarza. Przed nabożeństwem, oraz po jego zakończeniu, można zakupić Pismo Święte, literaturę religijną oraz prasę ewangelicką. Po nabożeństwie istnieje możliwość kontynuowania społeczności
Oprócz nabożeństw niedzielnych, zbór organizuje także spotkania biblijne, podczas których czytana i analizowana jest Biblia. Odbywają się one w każdy czwartek roku szkolnego o godz. 17.00 w sali parafialnej. Spotkania prowadzi pastor.
Przy parafii działa lubelski oddział Polskiego Towarzystwa Ewangelickiego. Zbór zaangażowany jest także w lokalną działalność międzywyznaniową. Ekumeniczne nabożeństwa odprawiane są m.in. z okazji Tygodnia Modlitwy o Jedność Chrześcijan (styczeń) oraz Światowego Dnia Modlitwy (marzec). Podczas majowego długiego weekendu (1–3 maja), Kościół luterański jest jednym z miejsc obchodów festynu staropolskiego Convivium Lublinensis. Podczas festynu odbywają się m.in. nabożeństwa ekumeniczne oraz koncerty muzyki poważnej.
Miejscowy zbór zaangażowany jest także w życie muzyczne. W lubelskim Kościele luterańskim systematycznie odbywają się koncerty i występy chórów, zespołów i solistów z różnych krajów i gatunków muzycznych (m.in. muzyka poważna, negro spirituals, współczesna muzyka chrześcijańska itp.). Wstęp na wszystkie tego typu imprezy jest wolny.
Przy lubelskiej parafii luterańskiej działa oddział Diakonii Kościoła Ewangelicko-Augsburskiego w RP. Prowadzi on Diakonijną Wypożyczalnię Sprzętu Pielęgnacyjno-Rehabilitacyjnego. Siedziba diakonii znajduje się przy plebanii zborowej.

## Kościół Św. Trójcy
Kościół Świętej Trójcy w Lublinie został wybudowany w latach 1784-1788 według projektu Augusta Zylherta w stylu klasycystycznym. Świątynia posiada jedną nawę i wieżę nakrytą namiotowym dachem. Wnętrze kościoła jest skromne, a jego najważniejszymi elementami są klasycystyczny ołtarz i ambona przeniesiona ze zboru w Piaskach. Wyrazem podziękowania za zgodę na wybudowanie świątyni było umieszczenie w niej portretu króla Stanisława Augusta Poniatowskiego. Na ścianach nawy znajdują się tablice upamiętniające lubelskich duchownych luterańskich oraz zasłużonych dla Kościoła ewangelicko-augsburskiego.

## Cmentarze
Do parafii przynależą dwa cmentarze: mały (przykościelny) oraz większy (część zespołu cmentarzy przy ul. Lipowej).

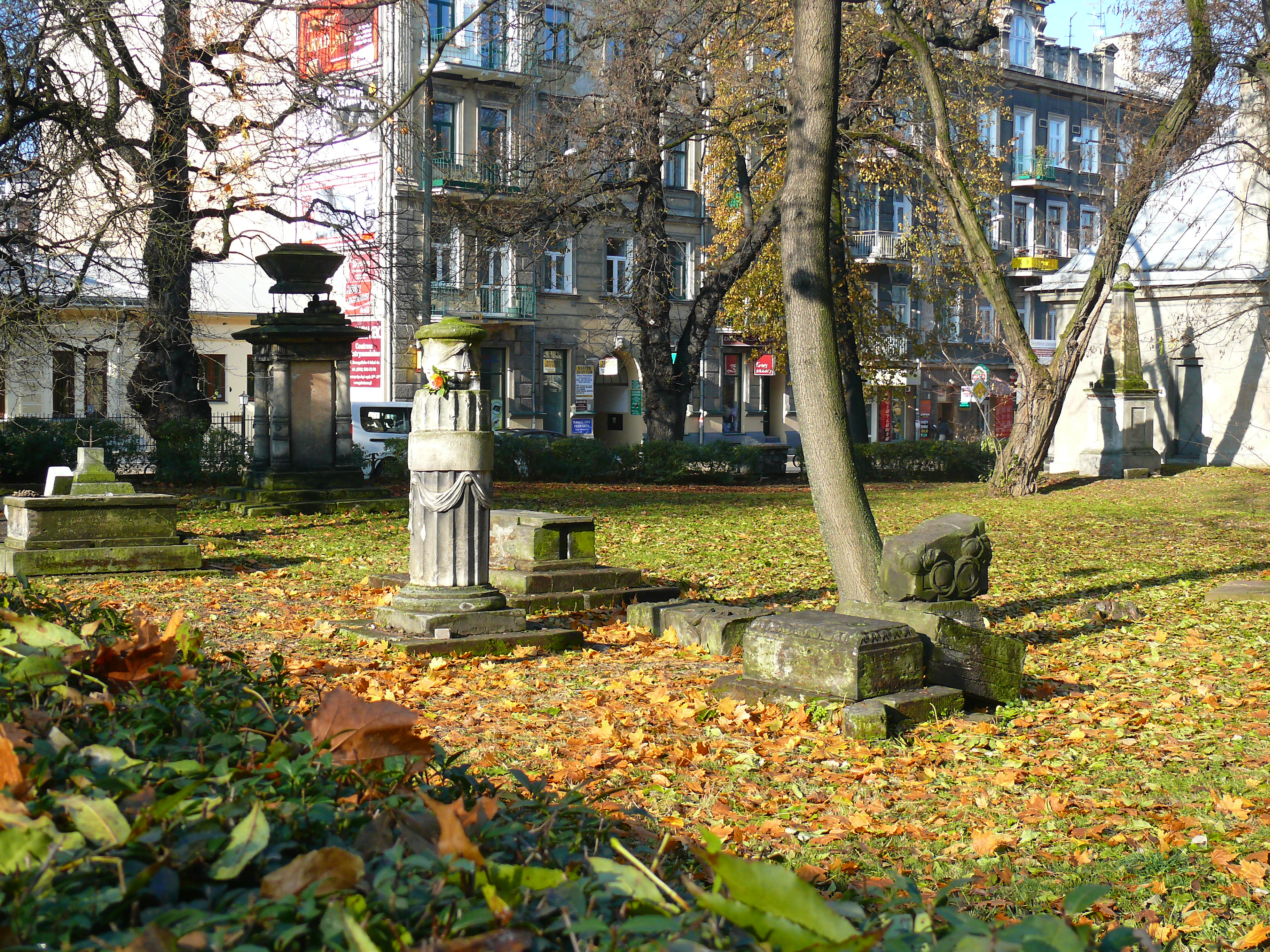
nagrobki na cmentarzu przykościelnym

## Filiał w Kuzawce nad Bugiem
Parafia św. Trójcy w Lublinie posiada filiał w Kuzawce. Nabożeństwa odbywają się tam raz w miesiącu w prywatnym budynku „Zelentówka”, na skutek zniszczenia miejscowego kościoła ewangelickiego w pożarze podczas II wojny światowej. W nabożeństwach w Kuzawce w 2021 brało udział każdorazowo około 20 osób.